# 福田進一
福田 進一（ふくだ しんいち、1955年12月25日 - ） は、日本のクラシックギター奏者。大阪市出身。既婚。

## 来歴
11歳より斎藤達也にギターを師事。関西大学商学部を中退した後、1977年6月よりパリに留学。エコール・ノルマル音楽院にてアルベルト・ポンセに師事し、同音楽院を首席で卒業。続いてイタリアのキジアーナ音楽院にてオスカー・ギリアに師事し、最優秀ディプロマを取得。1981年、パリ国際ギターコンクールでグランプリ優勝。それ以降、ソリストとして世界各地で公演やマスタークラスを開催するとともに、様々なオーケストラと協演している。
1999年、NHKが放送したB'zのギタリスト松本孝弘の特集番組における対談相手として福田が選ばれ、ギターについての各々の想いや、ビブラートなどの心で演奏するギターの価値について熱く語り合った。この収録において、松本が当時福田が愛用していたギター（ロベール・ブーシェ作）を借りて即興演奏を披露した際には、エレキギターやフォークギターには当然ついているポジションマークがクラシックギターには伝統的につけられていないため、フィンガリングに苦笑する一幕もみられた。
2007年、日本の優れた音楽文化を世界に紹介した功績により外務大臣表彰を受賞。
2008年、レオ・ブローウェルより協奏曲『コンチェルト・ダ・レクイエム』を献呈され、ライン州立フィルハーモニー管弦楽団と世界初演。続いて作曲者自身の指揮によりコルドバ管弦楽団と再演。さらに、2011年にはサンパウロ交響楽団と南米初演。また、エドゥアルド・フェルナンデスとの共演で、ブローウェルの２つのギターのための『旅人たちのソナタ』を世界初演。
2012年、芸術選奨文部科学大臣賞を受賞。同年、ドイツ、台湾、キューバ、カナダ、北米にてツアー開催。
2013年には北カリフォルニアのメンドシーノ音楽祭でホアキン・ロドリーゴの『アランフェス協奏曲』、武満徹の『夢の縁へ』を演奏。
2014年、アリカンテ大学にて開催された「アリカンテ・ギター・マスター」において客員教授。同年、セビリア国際ギターフェスティバルにメインゲストとして招待される。同フェスティバルには2016年にも招待されている
2017年からウィーン・フィルハーモニー管弦楽団の元コンサートマスター、ライナー・キュッヒルとの演奏活動を開始。同年、自伝的エッセイ「6弦上のアリア」を上梓。
2018年４月、全米６都市でのソロ・コンサートツアーを開催し、好評を博す。
2019年３月、モスクワ、チャイコフスキー・コンサートホールにてスヴェトラーノフ記念ロシア国立交響楽団と共演。同年８月、ブローウェルと共に台北国際ギターフェスティバルに参加。同年９月、ジュネーヴ、パリなどのヨーロッパ・ツアーを開催。同年11月公開の映画「マチネの終わりに」ではクラシックギター監修を務めている。なお、原作者の平野啓一郎とは2003年にストックホルムで出会ってから交流がある。

## 人物
クラシックギター界は必ずしもスポットのあたるジャンルでは無いが、福田は度々メディアに登場し、特にNHKの番組ではライブ演奏を披露することもある。演奏は言うまでもなく、大阪出身ならではの軽快なトークもまた定評がある。フランス滞在期間が長いものの南米の音楽にも造詣が深く、エイトル・ヴィラ＝ロボス『ショーロス第1番』はメディアで度々披露される。ルネサンス音楽から現代音楽まで多数のレパートリーを持つだけでなく、野平一郎『アラベスクⅣ』、ブローウェル『悲歌』『ハープと影』、セルジオ・アサド『ソナタ』など、献呈された楽曲も多い。
ディスコグラフィーは既に90枚を超え、リリースされてきたレコード数および演奏ジャンルにおいては、日本のクラシックギタリストにおいては随一であり、第一人者である。近年ではスペイン音楽第2集「セビリア風幻想曲」が平成15年度第58回文化庁芸術祭賞優秀賞を受賞。2007年「福田進一・アランフェス協奏曲」、2010年より近代ギター音楽の父フランシスコ・タレガの作品集を連続リリース。2011年秋からは「バッハ作品集」のシリーズを開始し、2019年にはチェロ組曲全曲を含む全６集を完結予定。さらに、世界レーベルNAXOSから「現代日本のギター音楽」シリーズをスタートし、2018年８月には第４集がリリースされた。
フルートの工藤重典や佐久間由美子、チェロの長谷川陽子、ヴァイオリンの森下幸路、ジャズギターの渡辺香津美など、他ジャンルや他楽器の音楽家との共演も数多く、クラシック音楽界において広く認知されている。
教育者としても、鈴木大介、村治佳織、村治奏一、大萩康司、松尾俊介らを育成。2019年現在、上海音楽院、大阪音楽大学、エリザベト音楽大学、昭和音楽大学、各音大のギター科客員教授。さらに東京、アレッサンドリア、ハインスベルグ、コブレンツ、全米ギター協会など、主要国際ギターコンクールの審査員を歴任している。